# Hybos gagatinus
Hybos gagatinus är en tvåvingeart som beskrevs av Jacques-Marie-Frangile Bigot 1889. Hybos gagatinus ingår i släktet Hybos och familjen puckeldansflugor. Inga underarter finns listade i Catalogue of Life.